# Надкреничний Павло Іванович
Paul Krenz (Надкреничний Павло Іванович; 12 березня 1948, Соколова  —13 лютого 2021) — німецький художник українського походження. Основоположник художнього стилю «Holzmalerei» (малюванню по дереву), де за основу береться природний рисунок дерева. Його роботами у техніці маркеті оформлена Кірха Св. Боромея в містечку Фрідріхрода в Тюрингії. Роботи художника знаходяться в багатьох музеях і приватних колекціях, у тому числі в Музеях Ватикану. Має унікальний винахід, за допомогою якого він може на короткий час дерево робити пластичним. До 80-річчя Папи Івана Павла II виконав Ікону Богоматері (перший варіант знаходиться в костелі м. Хмільника) і особисто подаровував ювіляру. Брав участь у підготовці і проведенні Всесвітньої Зустрічі Молоді (Кельн 2005). Роботи митця двічі внесені до Книги рекордів Гіннеса. Почесний Громадянин м. Нідеркассель, де він проживав до переїзду у Дрезден.